# طربخانه
طربخانه که با نام‌های رباعیات خیام «طربخانه» و نیز طربخانه، رباعیات خیام نیشابوری نیز منتشر شده است مجموعه‌ای است از رباعیّات منسوب به خیّام که یاراحمد رشیدی در قرن نهم هجری قمری گردآورده است. جلال‌الدّین همایی طربخانه را کهن‌ترین مجموعهٔ رباعیّات گردآمده به نام خیّام دانسته است. انجمن آثار ملّی در ۱۳۴۲ تصحیح همایی از این کتاب را منتشر کرد.